# Modellvirus
Als Modellvirus wird in der Virologie, Hygiene und Molekularbiologie eine Virusart dann bezeichnet, wenn diese als Prototyp für eine Virusgruppe oder als Stellvertreter für ein anderes, experimentell nur sehr schwer zugängliches Virus verwendet wird. Häufig werden nicht-humane Viren als Modellvirus eingesetzt, die dem eigentlichen humanen Virus sehr ähnlich sind. Diese nicht-humanen Modellviren sind aber beispielsweise im Tiermodell, in der Zellkultur oder aus Gründen der biologischen Sicherheit leichter zugänglich oder (bei humanen Viren, die  nicht in vitro vermehrt werden können) im Vergleich zum humanen Virus anzüchtbar und im Labor vermehrungsfähig.

## Modellviren zur Testung der Virusinaktivierung
Zur Überprüfung der Wirksamkeit verschiedener Verfahren zur Virusinaktivierung und Desinfektion ist entscheidend, dass das zu prüfende Virus in der Zellkultur anzüchtbar ist oder ein anderes Verfahren zur Bestimmung der Infektiosität (Entry-Assay, Infektiosität im Tierversuch) möglich ist. Dabei wird die Infektiosität eines definierten Viruspräparats ohne Anwendung des Inaktivierungsverfahrens mit einem nach der Anwendung verglichen. Eine Bestimmung der Viruskonzentration mit einer quantitativen PCR ist für diese Testung nicht aussagekräftig, da die Infektiosität der Viren zum Beispiel durch Denaturierung der Virusproteine auf der Virusoberfläche oder Zerstörung der Virushülle aufgehoben sein kann, die virale Nukleinsäure jedoch weiterhin nachweisbar bleibt. Ein Nachweis der Nukleinsäure ist kein Beweis für die Infektiosität einer Probe oder das Vorhandensein noch intakter, vermehrungsfähiger Viren.
Einige humane Viren, die bei der Virusinaktivierung von Blutprodukten oder bei der Desinfektion von großem Interesse sind, können nicht in der Zellkultur vermehrt werden, sie werden durch Modellviren (hier auch als Prüfvirus, Testvirus oder Surrogat-Virus bezeichnet) bei der Inaktivierungsprüfung ersetzt. Dazu gehören die Humanen Noroviren (Modellvirus ist das Murine Norovirus, das Feline Calicivirus oder das Tulane-Virus), das Hepatitis-C-Virus (Modellvirus Bovines Virusdiarrhoe-Virus BVDV), das Hepatitis-B-Virus (Modellviren Woodchuck-Hepatitis-Virus WHV oder Enten-Hepatitis-B-Virus DHBV), nur sehr eingeschränkt vermehrungsfähig das Hepatitis-E-Virus (Modellviren verschiedene Reoviren). Ein Beispiel, dass zwar die Testung in einer Zellkultur möglich ist, jedoch erhöhte Sicherheitsmaßnahmen im Labor die Prüfung erschweren ist das SARS-Coronavirus, das durch das Bovine Coronavirus oder das Humane Coronavirus 229E vertreten werden kann.
Bei Inaktivierungsuntersuchungen, die standardisiert durchgeführt werden, repräsentieren die Prüfviren ganze Virusgruppen (DNA-Viren/RNA-Viren, behüllt/unbehüllt, lipophil/hydrophil) mit bezüglich der chemischen oder thermischen Inaktivierung ähnlichen Eigenschaften. Nach den Empfehlungen der Deutschen Vereinigung zur Bekämpfung der Viruskrankheiten (DVV) und des RKI sind dies das Vacciniavirus Virusstamm Elstree oder modifiziertes Vacciniavirus Stamm Ankara zur Prüfung der begrenzten Viruzidie (behüllte Viren), das Humane Adenovirus Typ 5 (Stamm Adenoid 75 ATCCVR-5) und das Poliovirus Typ 1 Impfstamm LSc-2ab zur Testung auf Viruzidie bei unbehüllten Viren, und das sehr stabile Bovine Parvovirus zur Testung auf thermisch-chemische Inaktivierung. Nach EU-Norm EN 14476:2009-04 werden nur das Poliovirus Typ 1 Impfstamm LSc-2ab, das Adenovirus Typ 5 und das Bovine Parvovirus verwendet.
Die Aussagekraft von Modellviren in der Prüfung auf Viruzidie ist jedoch begrenzt. So ist das Murine Noroviren erheblich umweltlabiler als die Humanen Noroviren, so dass ein Inaktivierungsverfahren das mit dem ersteren eine Viruzidie zeigt nicht notwendigerweise auf eine ausreichende Viruzidie von Humanen Noroviren schließen lässt. Verschiedene Prüfviren für die gleiche Fragestellung können hier zu unterschiedlichen Aussagen kommen.

## Modellviren in der Virologischen Forschung
In der virologischen Grundlagenforschung werden Modellviren verwendet, um humane Infektionen im Tiermodell zu simulieren und Abwehrmechanismen gegen Virusinfektionen oder molekulare Mechanismen in der Zellkultur zu untersuchen. So war lange Zeit das Bovine Virusdiarrhoe-Virus BVDV ein Modellvirus für das Hepatitis-C-Virus (mit dem sonst nur Menschenaffen infiziert werden können und in der Zellkultur nicht anzüchtbar ist). Das Lymphozytäre-Choriomeningitis-Virus (LCMV) ist ein klassisches Modellvirus zur Erforschung der T-zellulären Immunabwehr, ebenso wie das Ektromelie-Virus für exanthematische Virusinfektionen. Das Herpesvirus saimiri, das Friend-Leukämie-Virus (F-MuLV) und das Simian-Virus 40 sind Modellviren zur Untersuchung der Krebsentstehung bei Onkoviren.